# Canton de Grenoble-5
Pour les articles homonymes, voir Canton de Grenoble.
Le canton de Grenoble-5 est un ancien canton français situé dans le département de l'Isère et la région Rhône-Alpes.

## Géographie
Ce canton est organisé autour de Grenoble dans l'arrondissement de Grenoble. Son altitude varie de 204 m (Grenoble) à 600 m (Grenoble) pour une altitude moyenne de 212 m.

## Histoire
Canton créé en 1973.

## Administration
| Période | Période | Identité            | Étiquette | Qualité |
| ------- | ------- | ------------------- | --------- | --- |
| 1973    | 1982    | Guy Névache         | PS        | Avocat, chef de cabinet d'Hubert Dubedout puis adjoint au Maire de Grenoble                                                  |
| 1982    | 1988    | Claude Sagnard      | RPR       | Adjoint au maire de Grenoble                                                                                                 |
| 1988    | 1994    | Haroun Tazieff      | DVD       | Volcanologue Secrétaire d'État (1984-1986) Maire de Mirmande (Drôme) (1979-1989)                                             |
| 1994    | 2001    | Françoise Paramelle | UDF       | Adjointe au Maire de Grenoble (1983-1995)                                                                                    |
| 2001    | 2015    | Christine Crifo     | PS        | Avocate Vice-présidente du Conseil général Conseillère municipale de Grenoble Suppléante du député Michel Destot (1997-2007) |

## Composition
Le canton de Grenoble-5 comptait 31 944 habitants (recensement de 1999 sans doubles comptes). Les quartiers grenoblois Chorier-Berriat, Eaux Claires, Gare-Europole, Jean Macé, Joseph Vallier composaient ce canton. Entre tradition et modernité, il se caractérise par une grande mixité sociale et s'organise autour d'équipements emblématiques de la Ville et du Département, tels le Magasin, le Palais de Justice, Minatec, la Cité scolaire internationale Europole. Il vit aussi de ses activités commerciales et artisanales. Il s'enrichit de ses initiatives sportives, culturelles, sociales, associatives.
| Communes | Population (2012) | Code postal | Code Insee |
| -------- | ----------------- | ----------- | ---------- |
| Grenoble | 156 107 (1)       | 38100       | 38185      |

(1) fraction de commune.

## Démographie
| 1975 | 1982 | 1990   | 1999   | 2006   | 2011   | 2012   |
| ---- | ---- | ------ | ------ | ------ | ------ | ------ |
| -    | -    | 26 314 | 30 012 | 31 944 | 32 873 | 32 644 |